# Generi di Zodariidae
Di seguito sono descritti gli 84 generi della famiglia di ragni Zodariidae noti a luglio 2017.
La suddivisione in sottofamiglie segue quella adottata dall'entomologo Joel Hallan, integrata con gli aggiornamenti successivi.

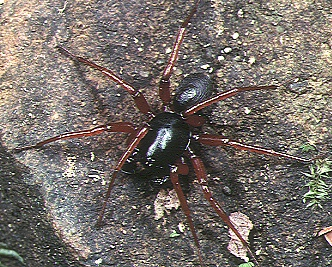
Mallinella fulvipes, maschio

## Criptothelinae
- Criptothelinae Jocqué & Henrard, 2015
  1. Ballomma Jocqué & Henrard, 2015 - Sudafrica
  2. Palindroma Jocqué & Henrard, 2015 - Tanzania, Repubblica Democratica del Congo, Malawi

## Cydrelinae
- Cydrelinae Simon, 1893
  1. Aschema Jocqué, 1991 - Madagascar
  2. Caesetius Simon, 1893 - Africa meridionale, Malawi, Mozambico
  3. Capheris Simon, 1893 - Namibia, Sudafrica, Tanzania, India
  4. Cydrela Thorell, 1873 - Africa centrale, orientale e meridionale
  5. Procydrela Jocqué, 1999 - Africa meridionale
  6. Psammoduon Jocqué, 1991 - Namibia, Sudafrica
  7. Psammorygma Jocqué, 1991 - Africa meridionale, Namibia
  8. Rotundrela Jocqué, 1999 - Africa meridionale
  9. Systenoplacis Simon, 1907 - Kenya, Congo, Tanzania, Sudafrica, Camerun, Costa d'Avorio[3]

## Cyriocteinae
- Cyriocteinae Jocqué, 1991
  1. Cyrioctea Simon, 1889 - Cile, Namibia, Sudafrica, Argentina

## Lachesaninae
- Lachesaninae Jocqué, 1991
  1. Antillorena Jocqué, 1991 - Piccole Antille
  2. Australutica Jocqué, 1995 - Australia meridionale, Queensland
  3. Lachesana Strand, 1932 - Medio Oriente, Tunisia
  4. Lutica Marx, 1891 - India, USA

## Sterenomorphinae
- Sterenomorphinae Simon, 1893
  1. Chariobas Simon, 1893 - Africa meridionale, Gabon, Congo, Etiopia
  2. Cicynethus Simon, 1910 - Africa meridionale, Namibia
  3. Omucukia Koçak & Kemal, 2008 - Madagascar
  4. Storenomorpha Simon, 1884 - Myanmar, Laos, Vietnam, India
  5. Thaumastochilus Simon, 1897 - Africa meridionale

## Storeninae
- Storeninae Simon, 1893
  1. Amphiledorus Jocqué & Bosmans, 2001 - Portogallo, Algeria, Spagna
  2. Asceua Thorell, 1887 - Cina, India, Filippine, Vietnam, Cambogia
  3. Asteron Jocqué, 1991 - Nuovo Galles del Sud, Victoria, Queensland
  4. Basasteron Baehr, 2003 - Isola Lord Howe (Oceano Indiano)
  5. Cavasteron Baehr & Jocqué, 2000 - Australia
  6. Chilumena Jocqué, 1995 - Australia occidentale, Territorio del Nord
  7. Cybaeodamus Mello-Leitão, 1938 - Argentina, Cile, Perù, Uruguay
  8. Euasteron Baehr, 2003 - Australia
  9. Forsterella Jocqué, 1991 - Nuova Zelanda
  10. Habronestes L. Koch, 1872 - Australia
  11. Hermippus Simon, 1893 - Africa meridionale, Zimbabwe, Etiopia, India
  12. Hetaerica Rainbow, 1916 - Australia occidentale, Queensland
  13. Ishania Chamberlin, 1925 - Messico, Honduras, Guatemala
  14. Leprolochus Simon, 1893 - Brasile, Venezuela, Argentina
  15. Leptasteron Baehr & Jocqué, 2001 - Australia occidentale, Nuovo Galles del Sud
  16. Mallinella Strand, 1906 - Indonesia, CamerunMallinella shimojanai, femmina
  17. Minasteron Baehr & Jocqué, 2000 - Australia
  18. Neostorena Rainbow, 1914 - Australia

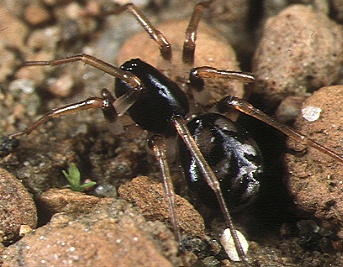
Mallinella shimojanai, femmina

  19. Nostera Jocqué, 1991 - Queensland, Nuovo Galles del Sud
  20. Pax Levy, 1990 - Israele, Libano, Giordania
  21. Pentasteron Baehr & Jocqué, 2001 - Australia
  22. Phenasteron Baehr & Jocqué, 2001 - Australia occidentale e meridionale, Victoria
  23. Platnickia Jocqué, 1991 - Cile, Argentina, Isole Falkland
  24. Pseudasteron Jocqué & Baehr, 2001 - Queensland
  25. Selamia Simon, 1873 - Algeria, Tunisia, Marocco
  26. Spinasteron Baehr, 2003 - Australia occidentale, Territorio del Nord
  27. Storena Walckenaer, 1805 - Indonesia, Australia, India
  28. Storosa Jocqué, 1991 - Queensland, Australia occidentale
  29. Subasteron Baehr & Jocqué, 2001 - Queensland
  30. Tenedos O. P.-Cambridge, 1897 - America meridionale
  31. Tropasteron Baehr, 2003 - Queensland
  32. Zillimata Jocqué, 1995 - Australia occidentale e meridionale, Queensland

## Zodariinae
- Zodariinae Thorell, 1881
  1. Akyttara Jocqué, 1987 - Kenya, Ruanda, Vietnam
  2. Diores Simon, 1893 - Africa meridionale, Kenya, Malawi, Congo
  3. Dusmadiores Jocqué, 1987 - Togo, Nigeria, Costa d'Avorio
  4. Heliconilla Dankittipakul, Jocqué & Singtripop, 2012 - Thailandia, Vietnam, Malesia, Singapore
  5. Heradida Simon, 1893 - Africa meridionale, Namibia
  6. Malayozodarion Ono & Hashim, 2008 - Malaysia
  7. Mallinus Simon, 1893 - Tunisia, Africa meridionale
  8. Mastidiores Jocqué, 1987 - Kenya
  9. Microdiores Jocqué, 1987 - Malawi
  10. Palaestina O. P.-Cambridge, 1872 - Medio Oriente
  11. Palfuria Simon, 1910 - Namibia, Tanzania, Mozambico, Zambia
  12. Parazodarion Ovtchinnikov, Ahmad & Gurko, 2009 - Asia centrale
  13. Ranops Jocqué, 1991 - Namibia, Egitto, Israele, Zimbabwe
  14. Suffasia Jocqué, 1991 - Nepal, Sri Lanka, India
  15. Trygetus Simon, 1882 - Egitto, Israele, Gibuti, Marocco
  16. Workmania Dankittipakul, Jocqué & Singtripop, 2012 - Malesia, Singapore, Thailandia, Borneo, Sumatra
  17. Zodarion Walckenaer, 1826 - Europa, Asia, Africa settentrionale

## Incertae sedis
- incertae sedis
  1. Acanthinozodium Denis, 1966 - Marocco, Mauritania, Etiopia, Algeria, Camerun, Ciad
  2. Colima Jocqué & Baert, 2005 - Messico
  3. Cryptothele L. Koch, 1872 - Asia sudorientale, Isole Samoa, India
  4. Epicratinus Jocqué & Baert, 2005 - Brasile, Guyana
  5. Euryeidon Dankittipakul & Jocqué, 2004 - Thailandia
  6. Heradion Dankittipakul & Jocqué, 2004 - Malaysia, Vietnam, Thailandia
  7. Holasteron Baehr, 2004 - Australia
  8. Leviola Miller, 1970[4] - Angola
  9. Masasteron Baehr, 2003 - Australia occidentale, Territorio del Nord, Queensland
  10. Nosterella Baehr & Jocqué, 2017 - Queensland, Nuovo Galles del Sud, isola di Lord Howe
  11. Notasteron Baehr, 2001 - Australia
  12. Suffrica Jocqué & Henrard, 2015 - Tanzania, Kenya
  13. Tropizodium Jocqué & Churchill, 2005 - Isole Hawaii, Territorio del Nord (Australia)
  14. Zodariellum Andreeva & Tyschchenko, 1968 - Asia centrale, Marocco, Libia, Etiopia

### Generi fossili
- Adjutor Petrunkevitch, 1942 †, fossile, incertae sedis
- Admissor Petrunkevitch, 1942 †, fossile, incertae sedis
- Anniculus Petrunkevitch, 1942 †, fossile, incertae sedis
- Eocydrele Petrunkevitch, 1958 †, fossile, Cydrelinae

### Generi trasferiti, inglobati, non più in uso
- Indozodion Ovtchinnikov, 2006[5] - Pakistan
- Madrela Jocqué, 1991 - Madagascar[6]